# Jürgen Schult
Jürgen Schult   (Amt Neuhaus, 11 de maig de 1960) és un atleta alemany, ja retirat, especialista en llançament de disc, dues vegades medallista olímpic i posseïdor del rècord del món de l'especialitat (74.08 metres) entre el 1986 i el 2024..

## Biografia
Va néixer l'11 de maig de 1960 a la ciutat d'Amt Neuhaus, població situada en aquells moments a l'estat alemany de Mecklenburg-Pomerània Occidental (República Democràtica Alemanya) i que avui dia forma part de la Baixa Saxònia (Alemanya).

## Carrera esportiva
Absent dels Jocs Olímpics d'estiu de 1984 realitzats a Los Angeles (Estats Units) pel boicot polític organitzat pel seu país i el Bloc de l'Est, el 6 de juny de 1986 realitzà en una prova atlètica realitzada a Neubrandenburg (RDA) un tir de 74.08 metres, establint un nou rècord mundial de llançament de disc, un rècord que no fou superat fins al 14 d'abril de 2024 per Mykolas Alekna amb un llançament de 74.22 cm.
Va participar, als 28 anys, en els Jocs Olímpics d'Estiu de 1988 celebrats a Seül (Corea del Sud), on va aconseguir guanyar la medalla d'or en la prova masculina de llançament de disc en representació de la República Democràtica Alemanya (RDA), establint un nou rècord olímpic amb un tir de 68.82 metres. Favorit per repetir l'èxit en els Jocs Olímpics d'Estiu de 1992 celebrats a Barcelona (Catalunya), en aquesta ocasió sota l'Alemanya reunificada, s'acontentà amb la medalla de plata en la competició olímpica en veure's superat pel lituà Romas Ubartas, que havia estat segon en els Jocs Olímpics d'estiu de 1988.
Posteriorment participà en els Jocs Olímpics d'Estiu de 1996 realitzats a Atlanta (Estats Units) i en els Jocs Olímpics d'Estiu de 2000 realitzats a Sydney (Austràlia), on fou sisè i vuitè respectivament, guanyant així sengles diplomes olímpics.
Al llarg de la seva carrera activa guanyà quatre medalles en el Campionat del Món d'atletisme, una d'or, una de plata i dues de bronze; i tres medalles en el Campionat d'Europa d'atletisme, una d'or, una de plata i una de bronze.

## Millors marques
- Llançament de disc. 74.08 metres (1986)[3]